# 誘導結合プラズマ発光分析

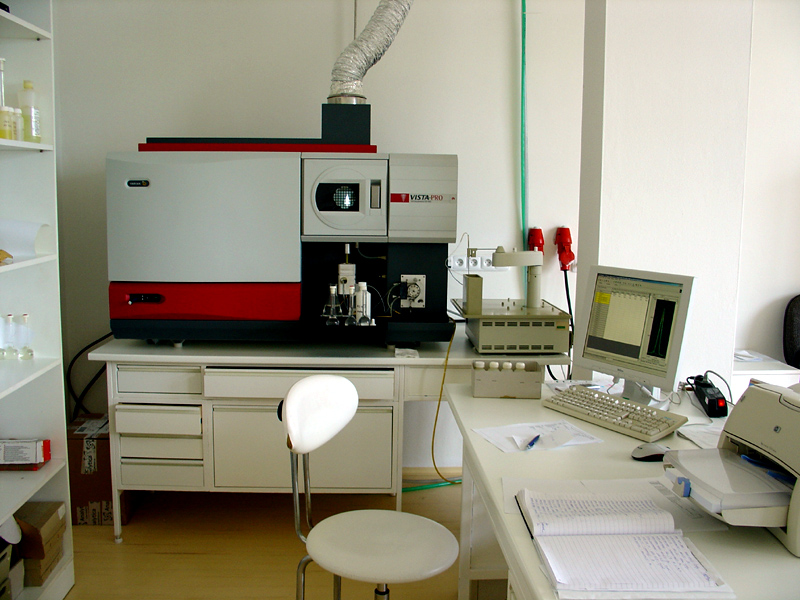
ICP発光分析装置

誘導結合プラズマ発光分析（ゆうどうけつごうプラズマはっこうぶんせき、英: Inductively coupled plasma atomic emission spectroscopy（ICP-AES）または英: Inductively coupled plasma optical emission spectrometry（ICP-OES））は、誘導結合プラズマを励起源として用いた発光分光法。ppbからppmレベルの微量な金属の検出に用いられる。
発光の波長（エネルギー）は、元素によって異なるので、分析したい元素特有の発光を測定することで元素分析をするができる。

## 構成

### 試料導入部・プラズマ部

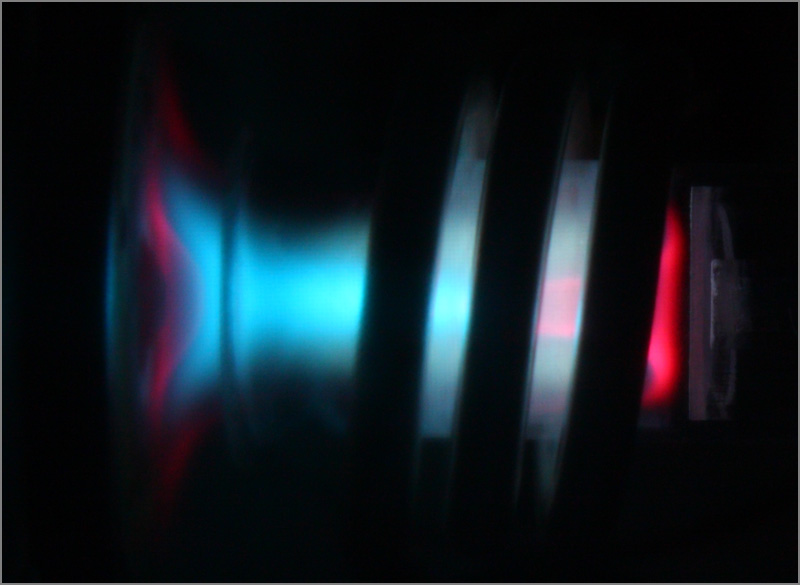
誘導結合プラズマ発光分析のプラズマトーチ

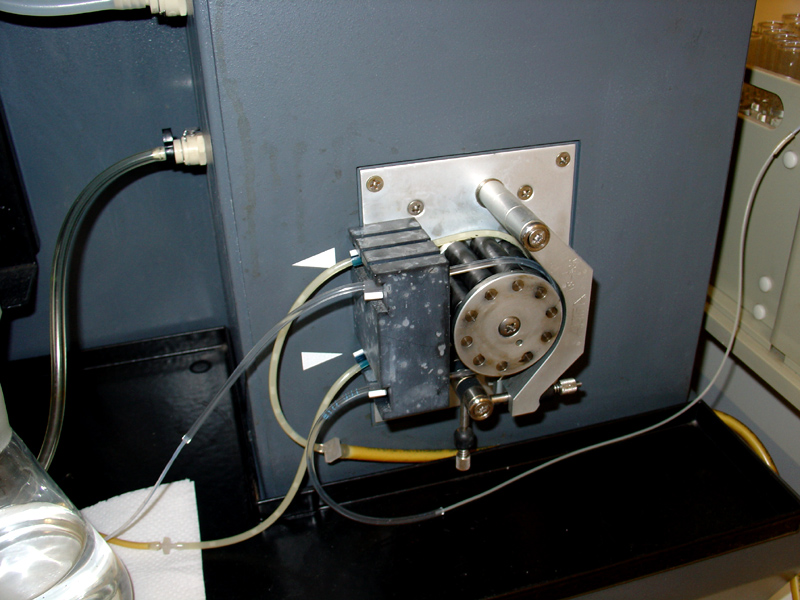
ネブライザーに試料溶液を送るためのペリスタルティックポンプ

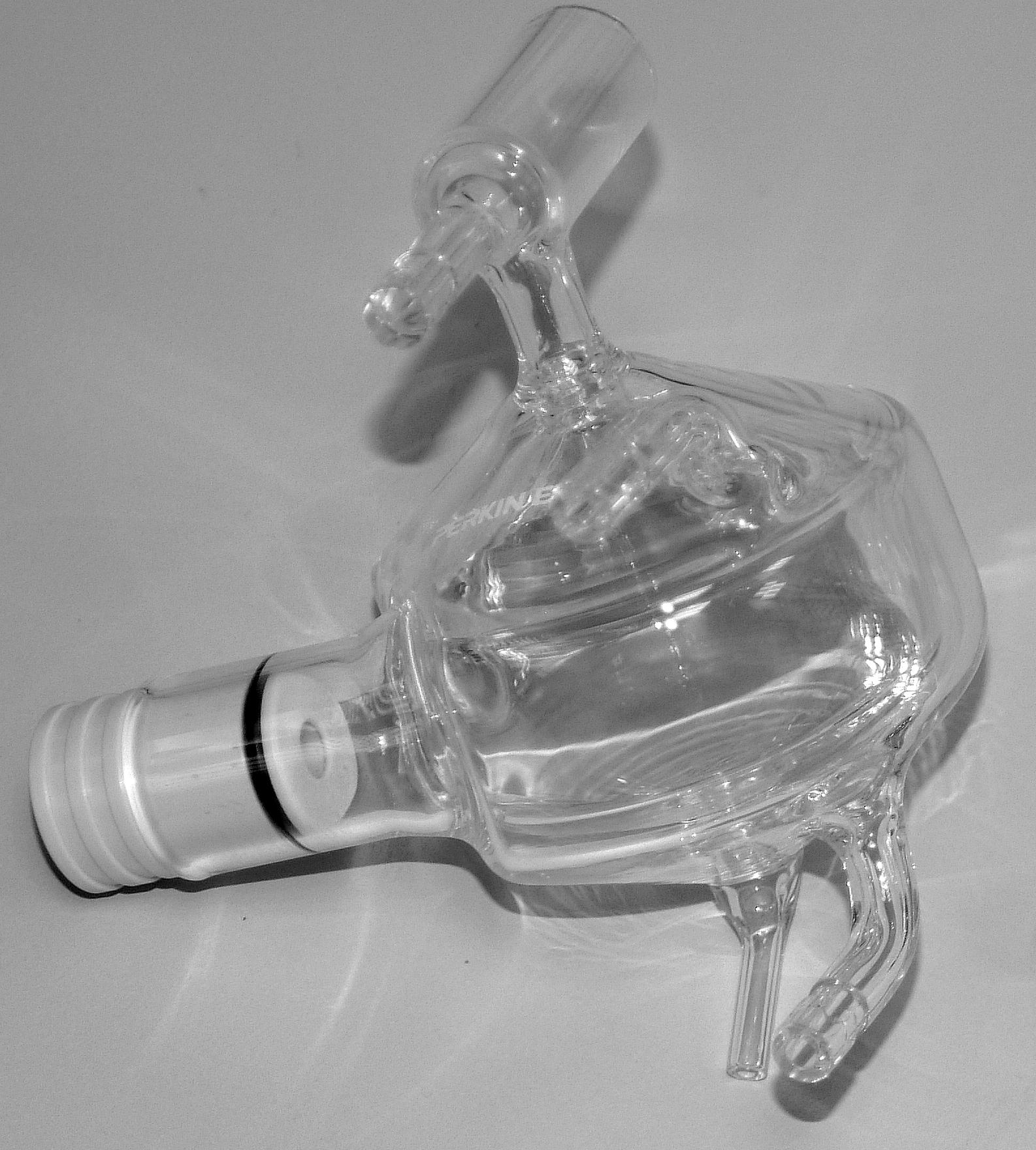
ガラス製サイクロン式スプレーチャンバー

トーチ（三重管構造の石英ガラス管） の周りに巻いた誘導コイルに高周波（ラジオ波、RF）を与えて誘導結合プラズマを作る。プラズマとなるガスとして、アルゴンが一般的に用いられる。トーチに流したアルゴンガスは、アーク放電で点火される。
ペリスタルティックポンプによってネブライザーに導入された水溶液や有機溶媒は霧（エアロゾル）となり、スプレーチャンバーによって分別された細かな霧のみがプラズマの中に導入される。エアロゾルとなった溶液サンプルは、アルゴンプラズマの中性原子・電子・イオンに衝突し、原子化・イオン化される。
プラズマによって励起された中性原子やイオンは、発光することで励起エネルギーを放出し、基底状態に遷移する。中性原子の発光線は「I」、イオンの発光線は「II」と表記されることが多い。

### 分光器・検出器
発光の分光・検出方式の違いによって、大別できる。
シーケンシャル型
分光器の回折格子を動かすことで分光する。逐次的に発光を検出していくため測定に時間がかかるが、波長分解能が高い。分光系としてはツェルニ・ターナー型の分光系などが用いられる。検出器としては光電子倍増管などが用いられる。
マルチ型
エシェル回折格子によって分光し、高次光を半導体検出器によって検出する。多元素を同時に測定できるため、短時間で測定することができるが、波長分解能は波長によって異なる。半導体検出器としては、電荷結合素子（CCD）や電荷注入素子（CID）などが用いられる。

## 測定方向
ICP発光では、プラズマを見る方向の違いにって2種類の測定がある。
ラジアル（側面）方向
プラズマの側面から発光を見る方法。マトリックス成分が含まれる試料や、塩濃度が高い試料の測定で用いられる。
アキシャル（軸）方向
プラズマを軸方向から発光を見る方法。ラジアルに比べて約10倍ほど感度が高く、より低い検出下限で測定できる。

## 干渉
ICP発光では以下のような干渉により、正確な分析ができないことがある。
- イオン化干渉 : イオン化傾向の高い元素が高濃度含まれている場合などに起こる。目的元素のイオン化の程度が大幅に変わってしまうことで、発光強度が変化してしまうこと。
- 物理干渉 : 試料溶液の粘度などが大きく変わってしまうことで、ネブライザーでのエアロゾル生成の具合が変わってしまうこと。
- 分光干渉 : 目的元素の発光ピークに、他の元素の発光ピークが重なってしまうこと。
- 化学干渉 : プラズマで原子化やイオン化がしにくい物質が生成してしまうこと。